# Mary Oliver
Pour les articles homonymes, voir Oliver.
Mary Oliver, née le 10 septembre 1935 à Maple Heights en Ohio et morte le 17 janvier 2019 à Hobe Sound en Floride, est une poétesse américaine.

## Biographie
Jeune fille, elle vécut pour une brève période dans la maison de Edna St. Vincent Millay après la mort de celle-ci. Elle aida la sœur de Millay, Norma, à organiser les papiers de Millay. Dans les années 1950, elle a fréquenté l'Université de l'État de l'Ohio et le Vassar College sans obtenir de diplôme. Elle a habité à Provincetown (Massachusetts) pendant plus de quarante ans. Sa partenaire, Molly Malone Cook, lui a servi d'agent littéraire pendant toute sa vie.

## Œuvre
Intense et joyeuse observatrice de la nature, Mary Oliver est souvent comparée à Walt Whitman et Henry David Thoreau. Ses poésies sont riches d'images de son quotidien proche de sa maison de Provincetown : de primevères, de serpents d'eau, de phases lunaires et de baleines. Son œuvre, en fait, représente un des points les plus élevés de la poésie consacrée à la nature. Avec ses travaux, elle a ouvert de nouvelles voies pour la prise de conscience autour de la crise de l'environnement. Mary Oliver utilise un style linguistique simple et clair pour faire partager au lecteur son amour pour les autres êtres vivants. Sa maison est la "Grande Mère" terre qu'elle honore dans ses poésies.

## Récompenses
Mary Oliver a reçu de nombreux prix pour son œuvre parmi lesquels le Lannan Literary Awards (en) pour la poésie en 1998, le National Book Award en 1992 pour son recueil New and Selected Poems, le Prix Pulitzer pour la poésie en 1984 pour le recueil American Primitive, le Guggenheim Fellowship en 1980, et le Shelley Memorial Award en 1969-70 décerné par la Poetry Society of America.

## Œuvres
- No Voyage, and Other Poems (1963, première édition 1965
- The River Styx, Ohio, and Other Poems (1972)
- The Night Traveler (1978)
- Twelve Moons (1978)
- Sleeping in the Forest (1979)
- American Primitive (1983)
- Dream Work (1986)
- Provincetown (1987,
- House of Light (1990)
- New and Selected Poems (1992)
- A Poetry Handbook (1994)
- White Pine: Poems and Prose Poems (1994)
- Blue Pastures (1995)
- West Wind: Poems and Prose Poems (1997)
- Rules for the Dance: A Handbook for Writing and Reading Metrical Verse (1998)
- Winter Hours: Prose, Prose Poems, and Poems (1999)
- The Leaf and the Cloud (2000, poème en prose)
- What Do We Know (2002)
- Owls and Other Fantasies: poems and essays (2003)
- Why I Wake Early: New Poems (2004)
- Blue Iris: Poems and Essays (2004)
- Long Life: Essays and Other Writings (2004)
- New and Selected Poems, volume two (2005)
- At Blackwater Pond: Mary Oliver Reads Mary Oliver (2006, cd audio)
- Thirst: Poems (2006)
- Our World (2007) avec des photographies de Molly Malone Cook

## Œuvres traduites
Catalan
- Ocell roig (Traduit par Corina Oproae).  2018. Godall edicions. Edition bilingue.

## Sources
- (it) Cet article est partiellement ou en totalité issu de l’article de Wikipédia en italien intitulé « Mary Oliver » (voir la liste des auteurs).
- Dictionary of Literary Biography, Volume 193: American Poets Since World War II, Sixth Series, éd. Joseph Conte, State University of New York, Buffalo, The Gale Group, 1998, p. 227-233.
- Maxine Kumin, « Intimations of Mortality », Women's Review of Books, 10:7, avril 1993, p. 16.
- Mary Oliver, Long Life: Essays and Other Writings, Cambridge, Massachusetts, da Capo Press, 2004.